# Peachtree City
Peachtree City je největší město okresu Fayette County ve státě Georgie, jednom ze států USA. Nachází se v širší metropolitní oblasti Atlanty, od centra Atlanty je vzdáleno zhruba 45 kilometrů. Žije zde okolo 38 tisíc obyvatel. Město samotné se skládá především z rodinných domů v těsné blízkosti dvou jezer (Lake Kedron a Lake McIntosh). Název Peachtree City v doslovném překladu znamená Broskvoňové město.

## Golfové vozíky
Světovým unikátem v Peachtree City je 140 kilometrů dlouhá síť stezek pro golfové vozíky, spojující všechny části města. Mnoho obchodů, škol a dalších budov má menší parkovací místa určená pro golfové vozíky. Místní policie má několik policejních golfových vozíků, určených pro strážení stezek.
Golfový vozík v Peachtree City vlastní okolo 10 tisíc domácností a je běžným dopravním prostředkem pro pohyb v rámci města. Golfový vozík smí řídit děti již od dvanácti let, ovšem pouze pod dohledem mentora. Děti starší patnácti let s povolením řídit od státu Georgia nebo s řidičským průkazem smí golfový vozík řídit samy.
Golfový vozík (spolu s broskví) je vyobrazen na městském znaku i vlajce.

## Galerie

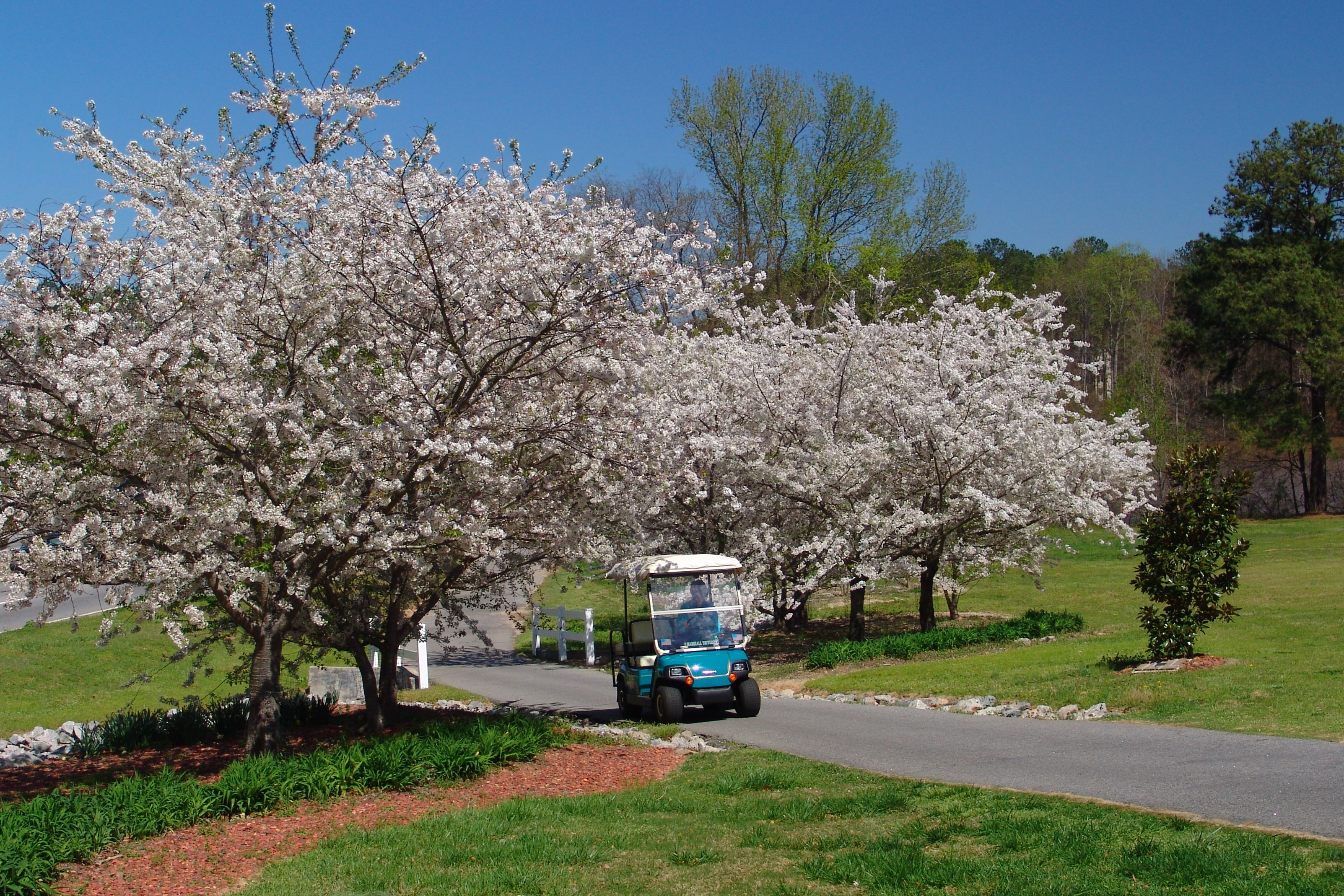
Golfový vozík v Peachtree City
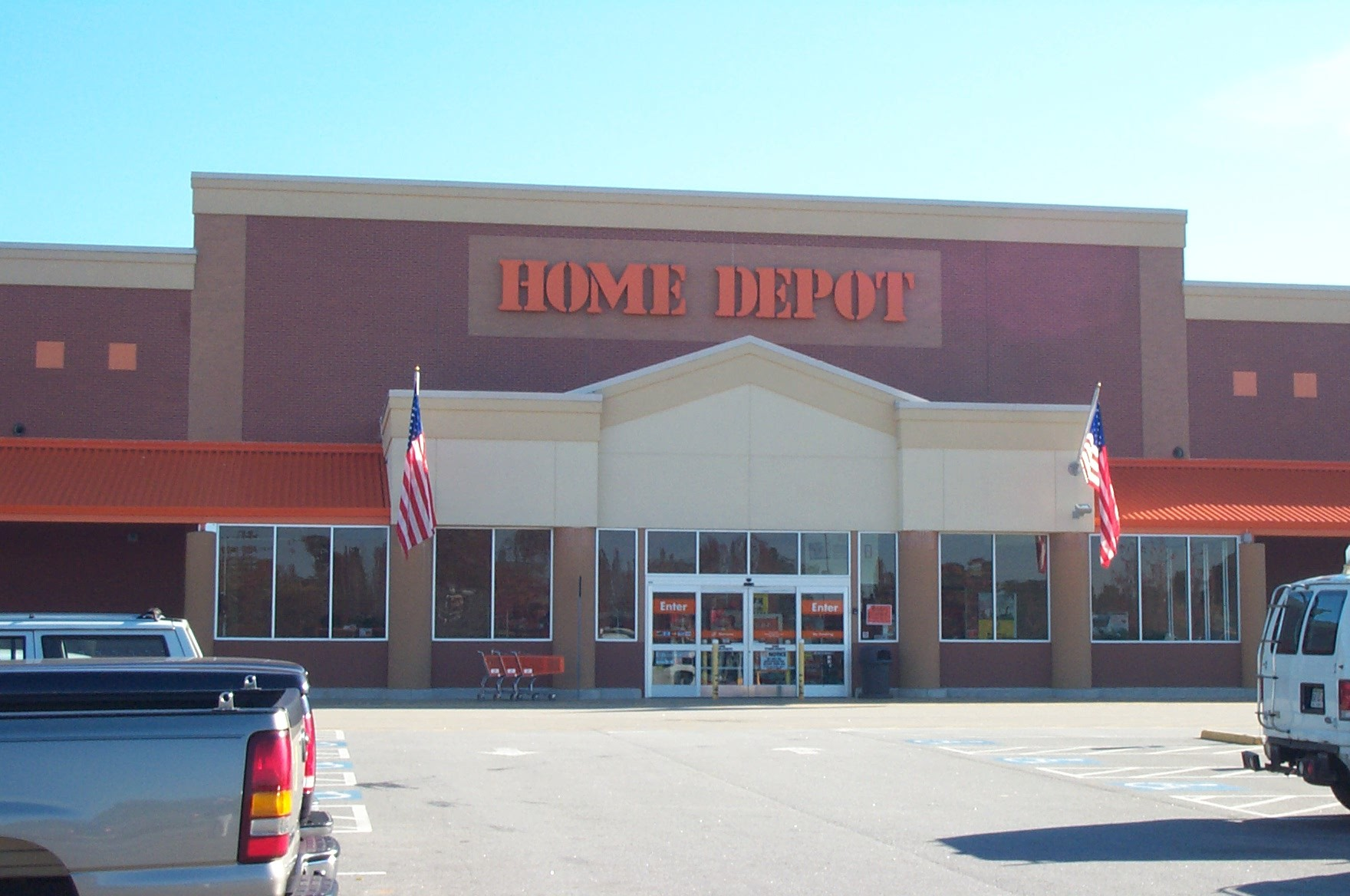
Obchodní dům Home Depot
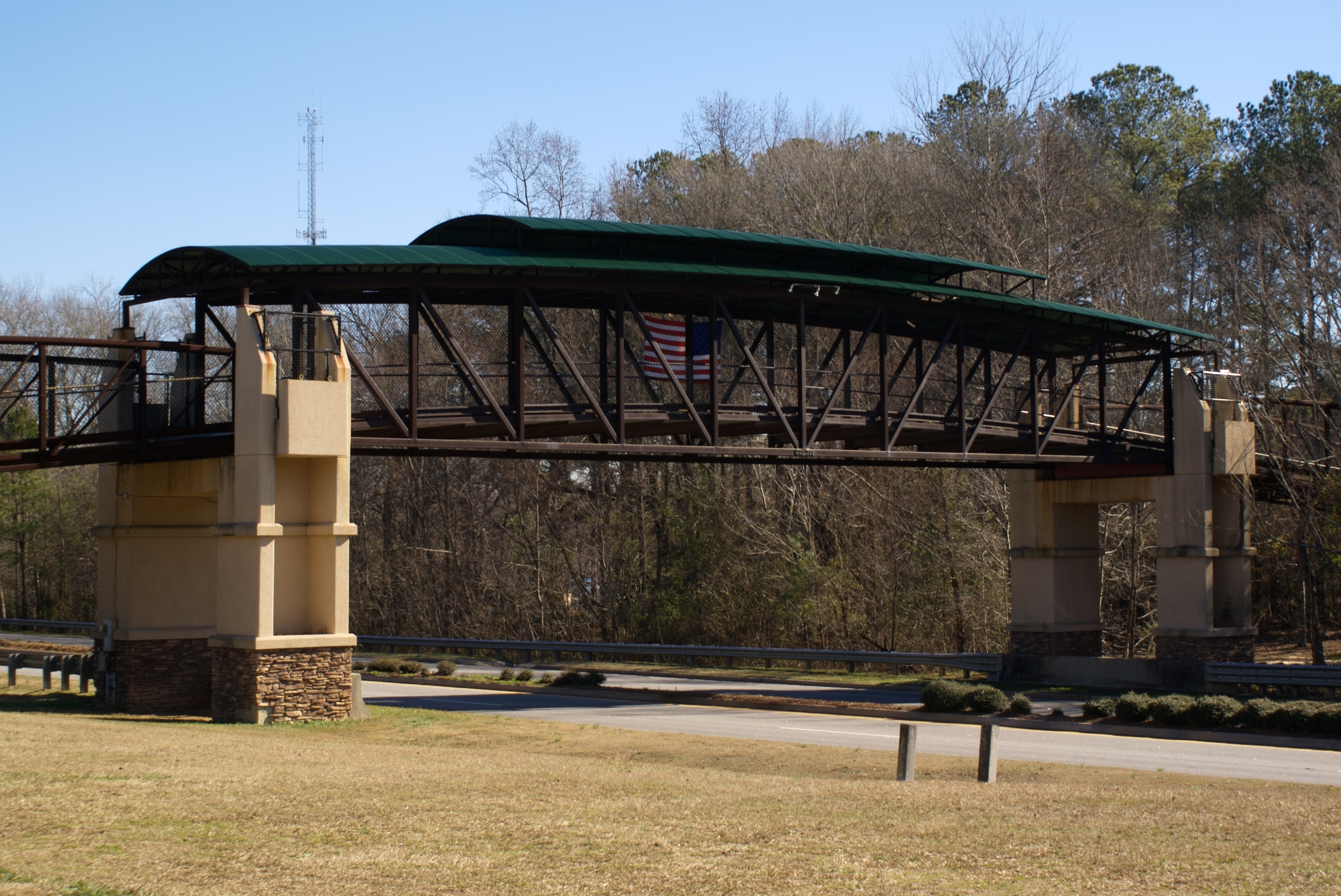
Most pro golfové vozíky přes silnici
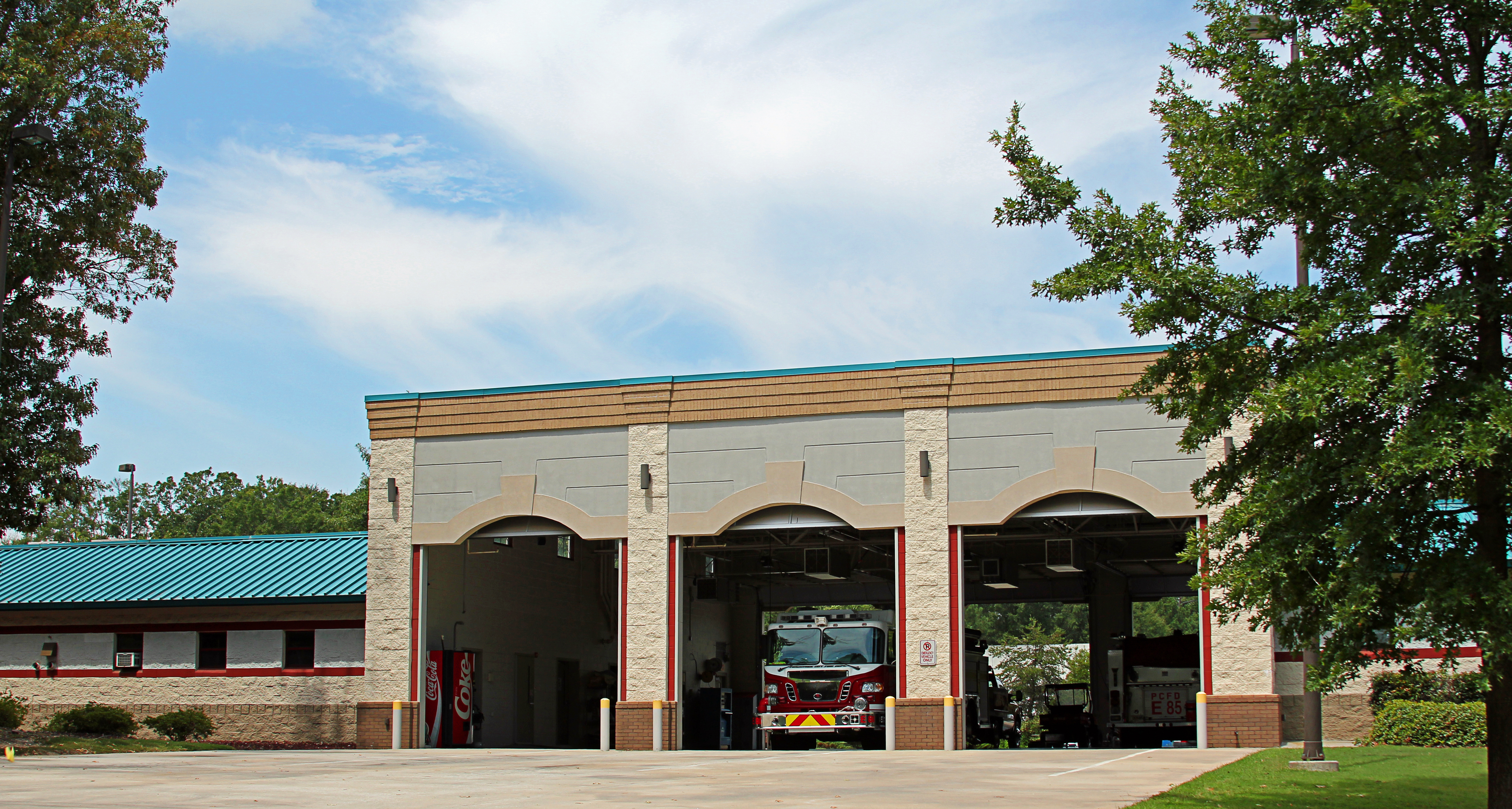
Hasičská zbrojnice
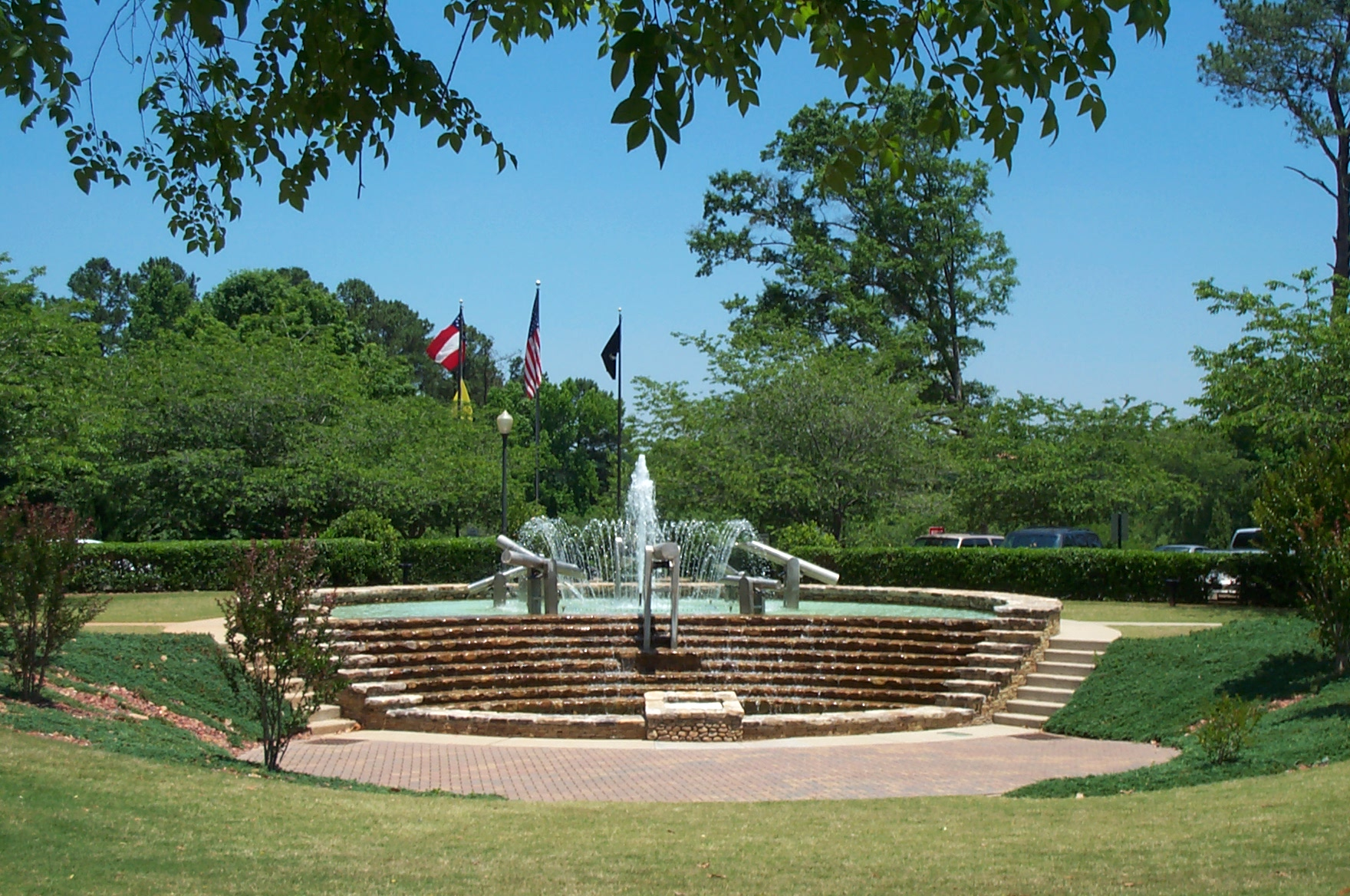
Kašna před radnicí